# Rune Bratseth
Rune Bratseth (Trondheim, 19 marzo 1961) è un dirigente sportivo ed ex calciatore norvegese, di ruolo difensore.

## Biografia
Bratseth è un cristiano devoto.

## Caratteristiche tecniche
Bratseth veniva impiegato come libero. Veloce nonostante la stazza imponente, era un giocatore con buone capacità tecniche e che sapeva rimanere freddo anche quando era sotto pressione.

## Carriera
Bratseth iniziò a giocare a calcio nel Nidelv, a livello dilettantistico, pensando anche di abbandonare l'attività per proseguire i suoi studi. Fu scoperto da Knut Torbjørn Eggen, difensore del Rosenborg, durante un torneo amichevole tra le comunità religiose di Trondheim. Bratseth faceva parte di una squadra chiamata Salem United ed impressionò Eggen, tanto da convincere il Rosenborg a concedere un provino al calciatore. Il calciatore fu così messo sotto contratto dal club. Debuttò nella 1. divisjon il 1º maggio 1983, quando fu schierato titolare nel pareggio per 3-3 contro il Kongsvinger, diventando poi rapidamente uno dei giocatori chiave della squadra. Successivamente il difensore norvegese venne acquistato dal Werder Brema, squadra in cui militò per 9 stagioni.

## Statistiche

### Presenze e reti nei club
| Stagione         | Club             | Campionato       | Campionato | Campionato | Coppe nazionali | Coppe nazionali | Coppe nazionali | Coppe continentali | Coppe continentali | Coppe continentali | Supercoppe | Supercoppe | Supercoppe | Totale | Totale |
| Stagione         | Club             | Comp             | Pres       | Reti       | Comp            | Pres            | Reti            | Comp               | Pres               | Reti               | Comp       | Pres       | Reti       | Pres   | Reti   |
| ---------------- | ---------------- | ---------------- | ---------- | ---------- | --------------- | --------------- | --------------- | ------------------ | ------------------ | ------------------ | ---------- | ---------- | ---------- | ------ | ------ |
| 1982             | Nidelv           | 4D               | ?          | ?          | CN              | ?               | ?               | -                  | -                  | -                  | -          | -          | -          | ?      | ?      |
| 1983             | Rosenborg        | 1D               | 18         | 1          | CN              | ?               | ?               | -                  | -                  | -                  | -          | -          | -          | ?      | ?      |
| 1984             | Rosenborg        | 1D               | 21         | 1          | CN              | ?               | ?               | -                  | -                  | -                  | -          | -          | -          | ?      | ?      |
| 1985             | Rosenborg        | 1D               | 21         | 0          | CN              | 4               | 0               | -                  | -                  | -                  | -          | -          | -          | 25     | 0      |
| 1986             | Rosenborg        | 1D               | 22         | 0          | CN              | 5               | 0               | CC                 | 4                  | 0                  | -          | -          | -          | 31     | 0      |
| Totale Rosenborg | Totale Rosenborg | Totale Rosenborg | 82         | 2          |                 | ?               | ?               |                    | 4                  | 0                  |            | -          | -          | ?      | ?      |
| Totale           | Totale           | Totale           | 207        | 91         |                 | ?               | ?               |                    | 16                 | 3                  |            | 1          | 1          | ?      | ?      |

### Cronologia presenze e reti in Nazionale
| Cronologia completa delle presenze e delle reti in nazionale ― Norvegia | Cronologia completa delle presenze e delle reti in nazionale ― Norvegia | Cronologia completa delle presenze e delle reti in nazionale ― Norvegia | Cronologia completa delle presenze e delle reti in nazionale ― Norvegia | Cronologia completa delle presenze e delle reti in nazionale ― Norvegia | Cronologia completa delle presenze e delle reti in nazionale ― Norvegia | Cronologia completa delle presenze e delle reti in nazionale ― Norvegia | Cronologia completa delle presenze e delle reti in nazionale ― Norvegia |
| Data                                                                    | Città                                                                   | In casa                                                                 | Risultato                                                               | Ospiti                                                                  | Competizione                                                            | Reti                                                                    | Note                                                                    |
| ----------------------------------------------------------------------- | ----------------------------------------------------------------------- | ----------------------------------------------------------------------- | ----------------------------------------------------------------------- | ----------------------------------------------------------------------- | ----------------------------------------------------------------------- | ----------------------------------------------------------------------- | ----------------------------------------------------------------------- |
| 26-2-1986                                                               | Saint George's                                                          | Grenada                                                                 | 1 – 2                                                                   | Norvegia                                                                | Amichevole                                                              | -                                                                       | 46’                                                                     |
| 14-10-1986                                                              | Oslo                                                                    | Norvegia                                                                | 0 – 0                                                                   | Unione Sovietica                                                        | Qual. Olimpiadi 1988                                                    | -                                                                       |                                                                         |
| 29-10-1986                                                              | Sinferopoli                                                             | Unione Sovietica                                                        | 4 – 0                                                                   | Norvegia                                                                | Qual. Euro 1988                                                         | -                                                                       |                                                                         |
| 8-11-1986                                                               | Lucerna                                                                 | Svizzera                                                                | 1 – 0                                                                   | Norvegia                                                                | Qual. Olimpiadi 1988                                                    | -                                                                       |                                                                         |
| 24-3-1987                                                               | Breslavia                                                               | Polonia                                                                 | 4 – 1                                                                   | Norvegia                                                                | Amichevole                                                              | -                                                                       |                                                                         |
| 6-5-1987                                                                | Moss                                                                    | Norvegia                                                                | 1 – 1                                                                   | Turchia                                                                 | Qual. Olimpiadi 1988                                                    | -                                                                       |                                                                         |
| 26-5-1987                                                               | Trondheim                                                               | Norvegia                                                                | 1 – 1                                                                   | Bulgaria                                                                | Qual. Olimpiadi 1988                                                    | -                                                                       |                                                                         |
| 3-6-1987                                                                | Oslo                                                                    | Norvegia                                                                | 0 – 1                                                                   | Unione Sovietica                                                        | Qual. Euro 1988                                                         | -                                                                       | 68’                                                                     |
| 12-8-1987                                                               | Mosca                                                                   | Unione Sovietica                                                        | 1 – 0                                                                   | Norvegia                                                                | Qual. Olimpiadi 1988                                                    | -                                                                       |                                                                         |
| 23-9-1987                                                               | Oslo                                                                    | Norvegia                                                                | 0 – 1                                                                   | Islanda                                                                 | Qual. Euro 1988                                                         | -                                                                       |                                                                         |
| 14-10-1987                                                              | Parigi                                                                  | Francia                                                                 | 1 – 1                                                                   | Norvegia                                                                | Qual. Euro 1988                                                         | -                                                                       |                                                                         |
| 28-10-1987                                                              | Magdeburgo                                                              | Germania Est                                                            | 3 – 1                                                                   | Norvegia                                                                | Qual. Euro 1988                                                         | -                                                                       |                                                                         |
| 1-6-1988                                                                | Oslo                                                                    | Norvegia                                                                | 0 – 0                                                                   | Irlanda                                                                 | Amichevole                                                              | -                                                                       |                                                                         |
| 28-7-1988                                                               | Oslo                                                                    | Norvegia                                                                | 1 – 1                                                                   | Brasile                                                                 | Amichevole                                                              | -                                                                       |                                                                         |
| 9-8-1988                                                                | Oslo                                                                    | Norvegia                                                                | 1 – 1                                                                   | Bulgaria                                                                | Amichevole                                                              | -                                                                       |                                                                         |
| 14-9-1988                                                               | Oslo                                                                    | Norvegia                                                                | 1 – 2                                                                   | Scozia                                                                  | Qual. Mondiali 1990                                                     | -                                                                       |                                                                         |
| 28-9-1988                                                               | Parigi                                                                  | Francia                                                                 | 1 – 0                                                                   | Norvegia                                                                | Qual. Mondiali 1990                                                     | -                                                                       |                                                                         |
| 19-10-1988                                                              | Pescara                                                                 | Italia                                                                  | 2 – 1                                                                   | Norvegia                                                                | Amichevole                                                              | -                                                                       | Ammonizione                                                             |
| 2-11-1988                                                               | Limassol                                                                | Cipro                                                                   | 0 – 3                                                                   | Norvegia                                                                | Qual. Mondiali 1990                                                     | -                                                                       |                                                                         |
| 22-2-1989                                                               | Marousi                                                                 | Grecia                                                                  | 4 – 2                                                                   | Norvegia                                                                | Amichevole                                                              | 1                                                                       |                                                                         |
| 2-5-1989                                                                | Oslo                                                                    | Norvegia                                                                | 0 – 3                                                                   | Polonia                                                                 | Amichevole                                                              | -                                                                       |                                                                         |
| 21-5-1989                                                               | Oslo                                                                    | Norvegia                                                                | 3 – 1                                                                   | Cipro                                                                   | Qual. Mondiali 1990                                                     | 1                                                                       |                                                                         |
| 14-6-1989                                                               | Oslo                                                                    | Norvegia                                                                | 1 – 2                                                                   | Jugoslavia                                                              | Qual. Mondiali 1990                                                     | -                                                                       |                                                                         |
| 5-9-1989                                                                | Oslo                                                                    | Norvegia                                                                | 1 – 1                                                                   | Francia                                                                 | Qual. Mondiali 1990                                                     | 1                                                                       |                                                                         |
| 11-10-1989                                                              | Belgrado                                                                | Jugoslavia                                                              | 1 – 0                                                                   | Norvegia                                                                | Qual. Mondiali 1990                                                     | -                                                                       |                                                                         |
| 15-11-1989                                                              | Glasgow                                                                 | Scozia                                                                  | 1 – 1                                                                   | Norvegia                                                                | Qual. Mondiali 1990                                                     | -                                                                       | cap.                                                                    |
| 6-6-1990                                                                | Trondheim                                                               | Norvegia                                                                | 1 – 2                                                                   | Danimarca                                                               | Amichevole                                                              | -                                                                       | cap.                                                                    |
| 22-8-1990                                                               | Stavanger                                                               | Norvegia                                                                | 1 – 2                                                                   | Svezia                                                                  | Amichevole                                                              | -                                                                       | cap.                                                                    |
| 12-9-1990                                                               | Mosca                                                                   | Unione Sovietica                                                        | 2 – 0                                                                   | Norvegia                                                                | Qual. Euro 1992                                                         | -                                                                       | cap.                                                                    |
| 10-10-1990                                                              | Bergen                                                                  | Norvegia                                                                | 0 – 0                                                                   | Ungheria                                                                | Qual. Euro 1992                                                         | -                                                                       | cap.                                                                    |
| 31-10-1990                                                              | Oslo                                                                    | Norvegia                                                                | 6 – 1                                                                   | Camerun                                                                 | Amichevole                                                              | 1                                                                       | cap.                                                                    |
| 14-11-1990                                                              | Nicosia                                                                 | Cipro                                                                   | 0 – 3                                                                   | Norvegia                                                                | Qual. Euro 1992                                                         | -                                                                       | cap.                                                                    |
| 1-5-1991                                                                | Oslo                                                                    | Norvegia                                                                | 3 – 0                                                                   | Cipro                                                                   | Qual. Euro 1992                                                         | -                                                                       | cap. 46’                                                                |
| 23-5-1991                                                               | Oslo                                                                    | Norvegia                                                                | 1 – 0                                                                   | Romania                                                                 | Amichevole                                                              | -                                                                       | cap.                                                                    |
| 5-6-1991                                                                | Oslo                                                                    | Norvegia                                                                | 2 – 1                                                                   | Italia                                                                  | Qual. Euro 1992                                                         | -                                                                       | Cap.                                                                    |
| 8-8-1991                                                                | Oslo                                                                    | Norvegia                                                                | 1 – 2                                                                   | Svezia                                                                  | Amichevole                                                              | -                                                                       | cap.                                                                    |
| 28-8-1991                                                               | Oslo                                                                    | Norvegia                                                                | 0 – 1                                                                   | Unione Sovietica                                                        | Qual. Euro 1992                                                         | -                                                                       | cap.                                                                    |
| 30-10-1991                                                              | Szombathely                                                             | Ungheria                                                                | 0 – 0                                                                   | Norvegia                                                                | Qual. Euro 1992                                                         | -                                                                       | cap.                                                                    |
| 13-11-1991                                                              | Genova                                                                  | Italia                                                                  | 1 – 1                                                                   | Norvegia                                                                | Qual. Euro 1992                                                         | -                                                                       | Cap.                                                                    |
| 29-4-1992                                                               | Aarhus                                                                  | Danimarca                                                               | 1 – 0                                                                   | Norvegia                                                                | Amichevole                                                              | -                                                                       | Cap.                                                                    |
| 13-5-1992                                                               | Oslo                                                                    | Norvegia                                                                | 2 – 0                                                                   | Fær Øer                                                                 | Amichevole                                                              | -                                                                       | Cap.                                                                    |
| 3-6-1992                                                                | Oslo                                                                    | Norvegia                                                                | 0 – 0                                                                   | Scozia                                                                  | Amichevole                                                              | -                                                                       | Cap.                                                                    |
| 9-9-1992                                                                | Oslo                                                                    | Norvegia                                                                | 10 – 0                                                                  | San Marino                                                              | Qual. Mondiali 1994                                                     | -                                                                       | Cap.                                                                    |
| 23-9-1992                                                               | Oslo                                                                    | Norvegia                                                                | 2 – 1                                                                   | Paesi Bassi                                                             | Qual. Mondiali 1994                                                     | -                                                                       | Cap.                                                                    |
| 7-10-1992                                                               | Serravalle                                                              | San Marino                                                              | 0 – 2                                                                   | Norvegia                                                                | Qual. Mondiali 1994                                                     | -                                                                       | Cap.                                                                    |
| 14-10-1992                                                              | Londra                                                                  | Inghilterra                                                             | 1 – 1                                                                   | Norvegia                                                                | Qual. Mondiali 1994                                                     | -                                                                       | Cap.                                                                    |
| 30-3-1993                                                               | Doha                                                                    | Qatar                                                                   | 1 – 6                                                                   | Norvegia                                                                | Amichevole                                                              | -                                                                       | Cap.                                                                    |
| 28-4-1993                                                               | Oslo                                                                    | Norvegia                                                                | 3 – 1                                                                   | Turchia                                                                 | Qual. Mondiali 1994                                                     | -                                                                       | Cap.                                                                    |
| 2-6-1993                                                                | Oslo                                                                    | Norvegia                                                                | 2 – 0                                                                   | Inghilterra                                                             | Qual. Mondiali 1994                                                     | -                                                                       | Cap. 82’                                                                |
| 9-6-1993                                                                | Rotterdam                                                               | Paesi Bassi                                                             | 0 – 0                                                                   | Norvegia                                                                | Qual. Mondiali 1994                                                     | -                                                                       | Cap.                                                                    |
| 22-9-1993                                                               | Oslo                                                                    | Norvegia                                                                | 1 – 0                                                                   | Polonia                                                                 | Qual. Mondiali 1994                                                     | -                                                                       | cap.                                                                    |
| 13-10-1993                                                              | Poznań                                                                  | Polonia                                                                 | 0 – 3                                                                   | Norvegia                                                                | Qual. Mondiali 1994                                                     | -                                                                       | cap.                                                                    |
| 10-11-1993                                                              | Istanbul                                                                | Turchia                                                                 | 2 – 1                                                                   | Norvegia                                                                | Qual. Mondiali 1994                                                     | -                                                                       | cap.                                                                    |
| 20-4-1994                                                               | Oslo                                                                    | Norvegia                                                                | 0 – 0                                                                   | Portogallo                                                              | Amichevole                                                              | -                                                                       | cap.                                                                    |
| 22-5-1994                                                               | Londra                                                                  | Inghilterra                                                             | 0 – 0                                                                   | Norvegia                                                                | Amichevole                                                              | -                                                                       | cap.                                                                    |
| 1-6-1994                                                                | Oslo                                                                    | Norvegia                                                                | 2 – 1                                                                   | Danimarca                                                               | Amichevole                                                              | -                                                                       | cap.                                                                    |
| 5-6-1994                                                                | Stoccolma                                                               | Svezia                                                                  | 2 – 0                                                                   | Norvegia                                                                | Amichevole                                                              | -                                                                       | cap.                                                                    |
| 19-6-1994                                                               | Washington                                                              | Messico                                                                 | 0 – 1                                                                   | Norvegia                                                                | Mondiali 1994 - 1º turno                                                | -                                                                       | cap.                                                                    |
| 23-6-1994                                                               | New York                                                                | Norvegia                                                                | 0 – 1                                                                   | Italia                                                                  | Mondiali 1994 - 1º turno                                                | -                                                                       | cap.                                                                    |
| 28-6-1994                                                               | New York                                                                | Norvegia                                                                | 0 – 0                                                                   | Irlanda                                                                 | Mondiali 1994 - 1º turno                                                | -                                                                       | cap.                                                                    |
| Totale                                                                  |                                                                         | Presenze                                                                | 60                                                                      |                                                                         | Reti                                                                    | 4                                                                       |                                                                         |

## Palmarès

### Club

#### Competizioni nazionali
- Campionato norvegese: 1

Rosenborg: 1985
- Campionato tedesco: 2

Werder Brema: 1987-1988, 1992-1993
- Coppa di Germania: 2

Werder Brema: 1990-1991, 1993-1994
- Supercoppa di Germania: 2

Werder Brema: 1988, 1993

#### Competizioni internazionali
- Coppa delle Coppe: 1

Werder Brema: 1991-1992

### Individuale
- Calciatore norvegese dell'anno: 3

1991, 1992, 1994
- Gullklokka

1989